# Stelmužėi tölgy
A stelmužėi tölgy (litván nyelven: Stelmužės ąžuolas) egy kocsányos tölgy, amely a korábbi Stelmužė közparkban nőtt, Stelmužė településnél, Litvániában. Legszélesebb pontján a fa törzsének átmérője 3,5 m, míg kerülete 13 méter. Derékmagasságban a törzs átmérője 2,8 méter, kerülete pedig 9,58 m. A tölgy 23 méter magasságú. Főleg az oldalágai maradtak életben az idők során. Úgy tartják, hogy legalább 1500 éves lehet, de feltételezések szerint a fa életkora elérheti a 2000 évet is, amivel Európa egyik legrégebbi tölgyfája. Ugyanakkor a pontos kormeghatározás meglehetősen bonyolult, mivel a fatörzs egy részét el kellett távolítani.
1960-ban a fát nemzeti természeti emlékhellyé nyilvánították. 
A legendák úgy tartják, hogy Perkūnas balti istenséget, aki a villámok istene volt a helyi népek között, e fa alatt imádták.

## Fordítás
Ez a szócikk részben vagy egészben  a   Stelmužė Oak című angol Wikipédia-szócikk ezen változatának fordításán alapul.  Az eredeti cikk szerkesztőit annak laptörténete sorolja fel. Ez a jelzés csupán a megfogalmazás eredetét és a szerzői jogokat jelzi, nem szolgál a cikkben szereplő információk forrásmegjelöléseként.